# Zbiorniki wodne Puszczy Noteckiej

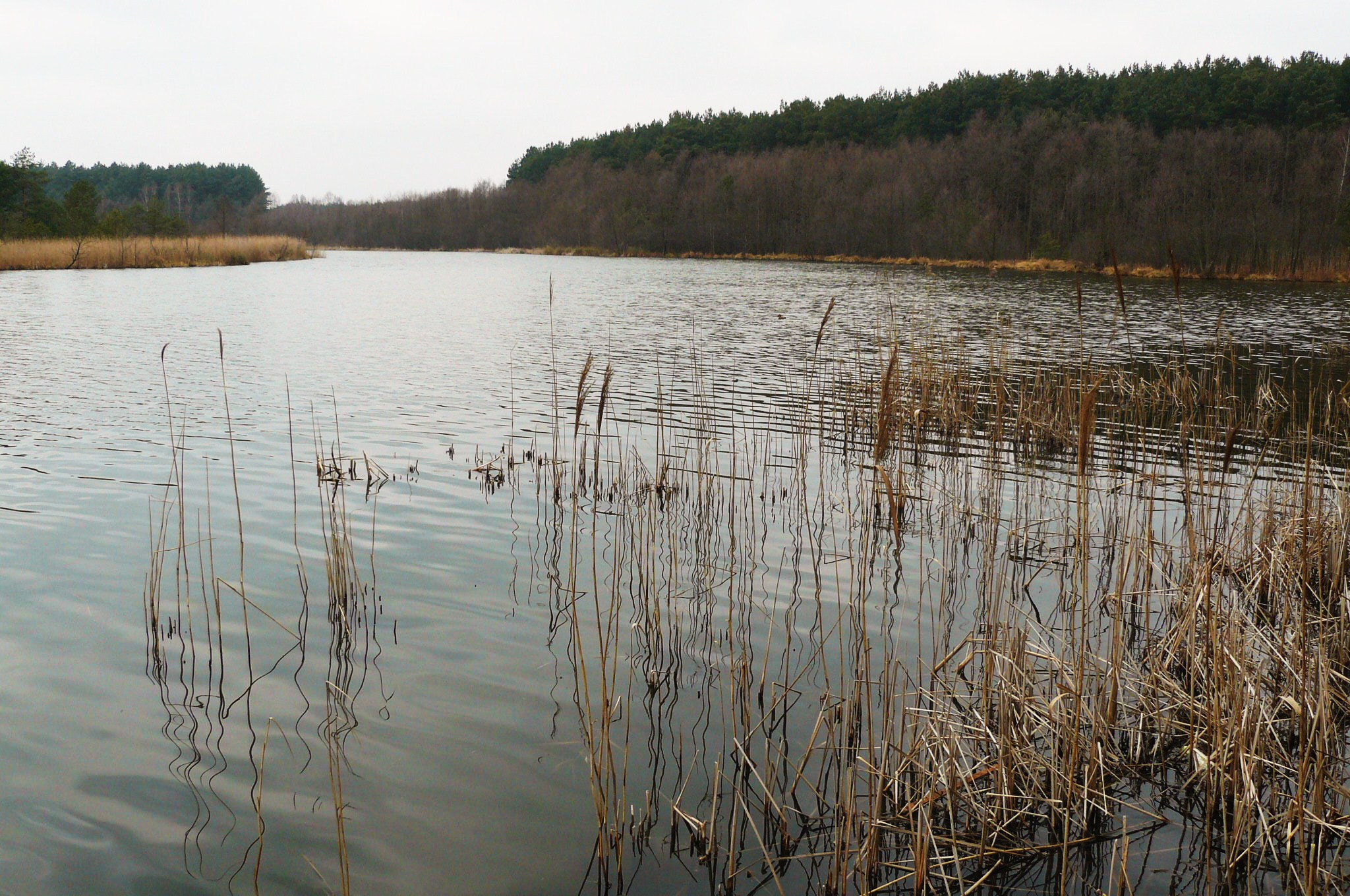
Jezioro Główki w grupie jezior mialskich

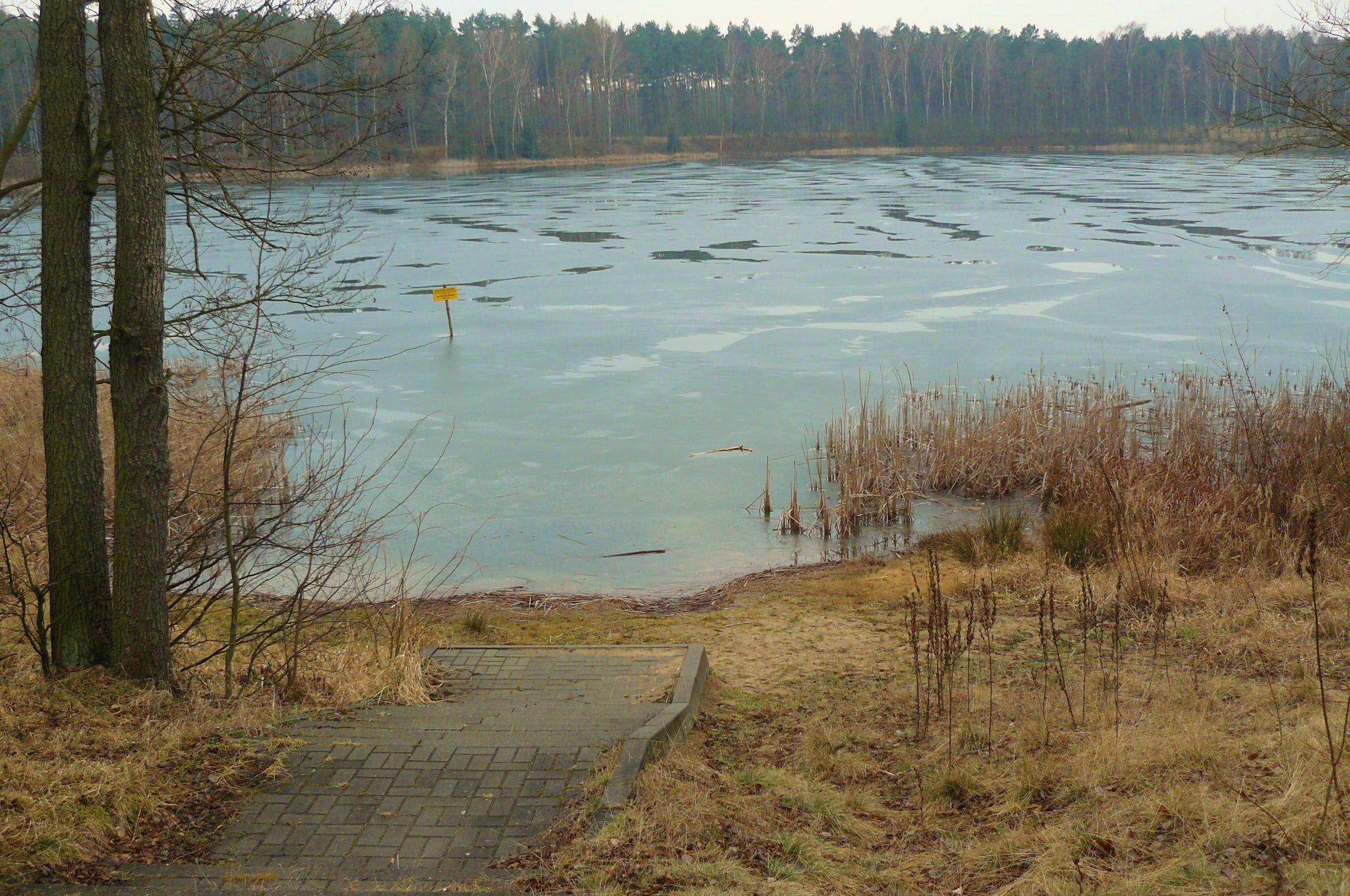
Długie Jezioro w grupie jezior nowokwiejeckich

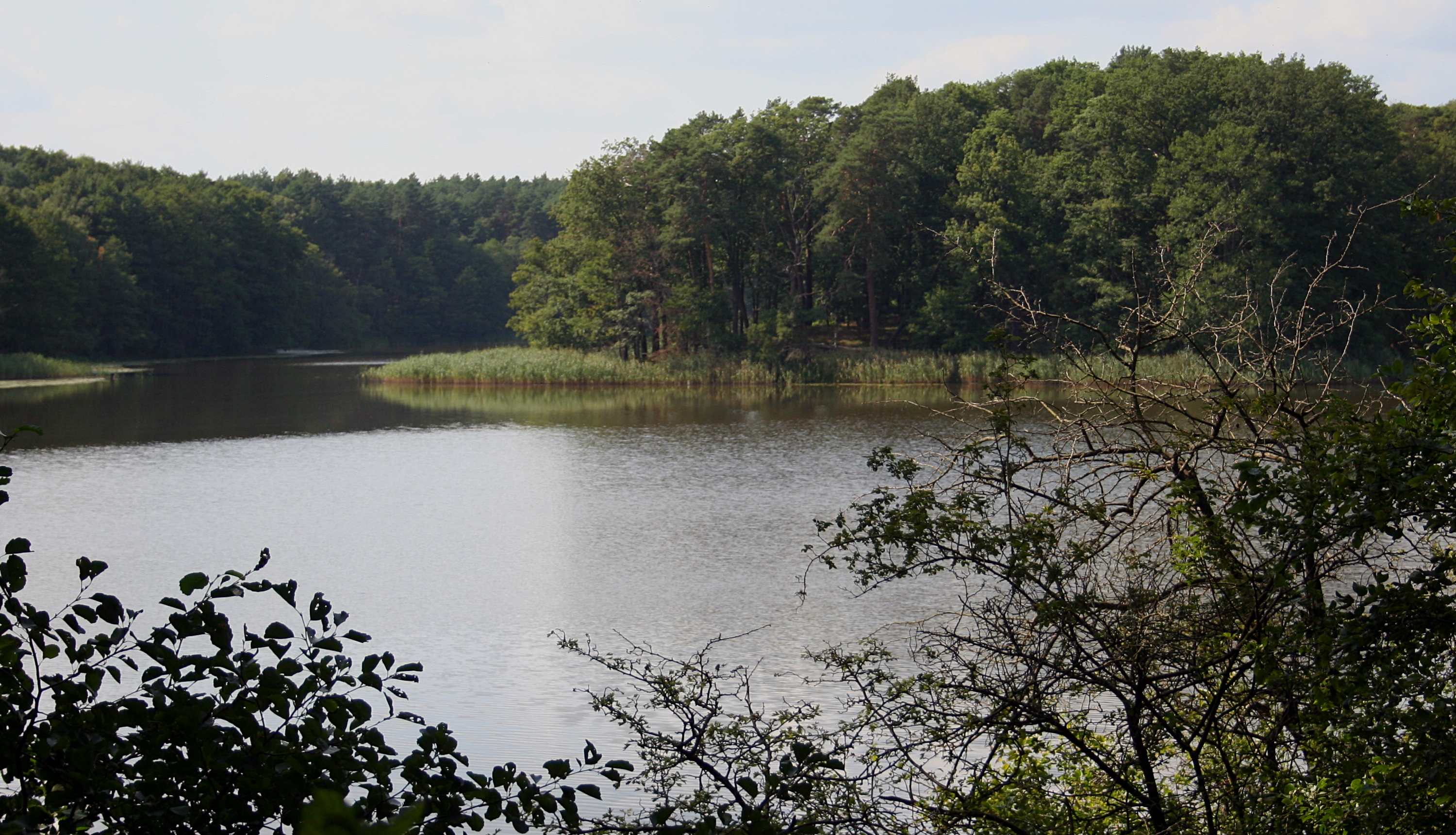
Jezioro Kłosowskie w grupie jezior sierakowskich

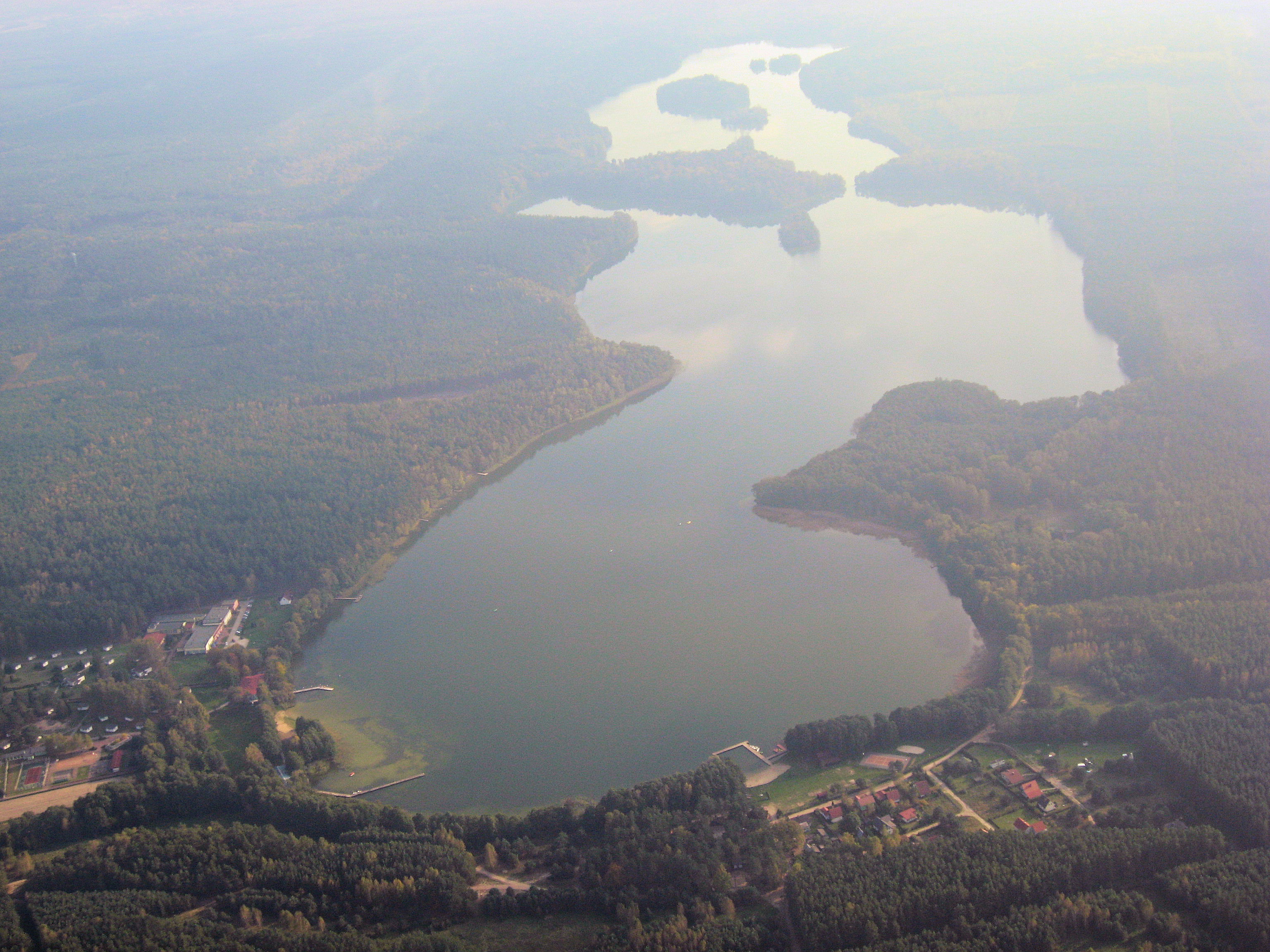
Jeziora Solecko i Lubiatówko w grupie jezior soleckich

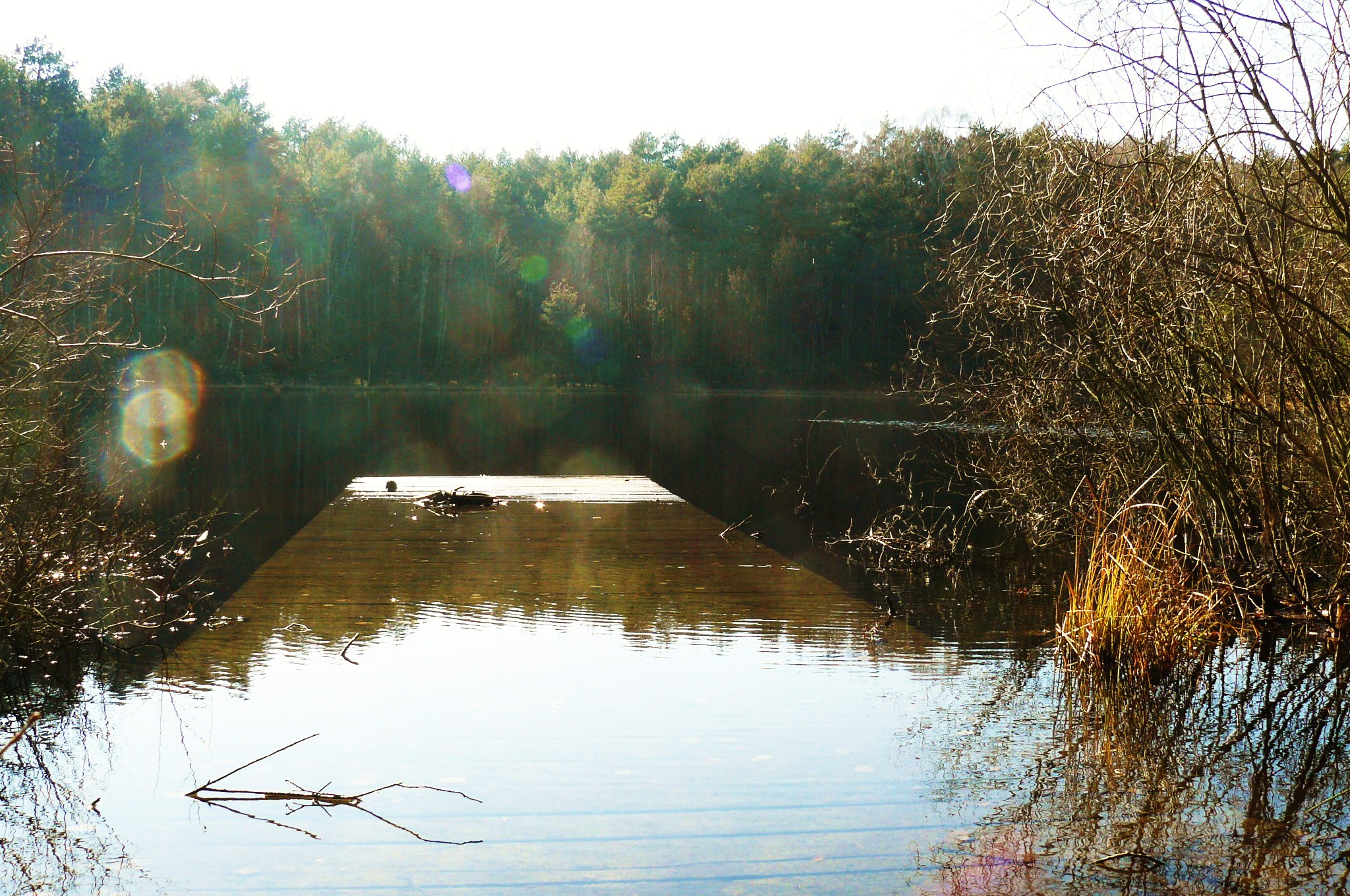
Jezioro Pustelnik – akwen międzywydmowy

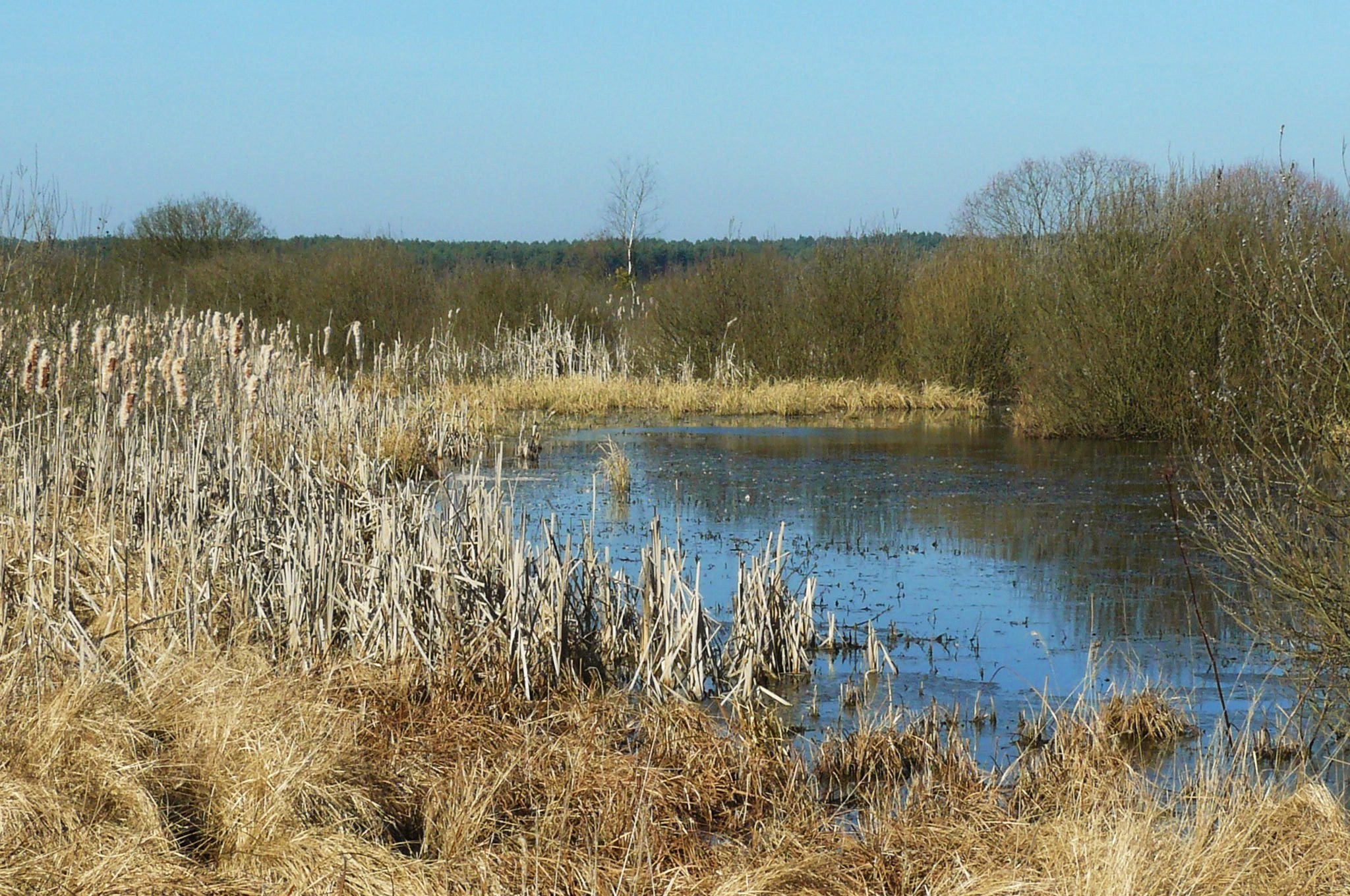
Jezioro Rzecińskie – akwen pochodzenia bagiennego

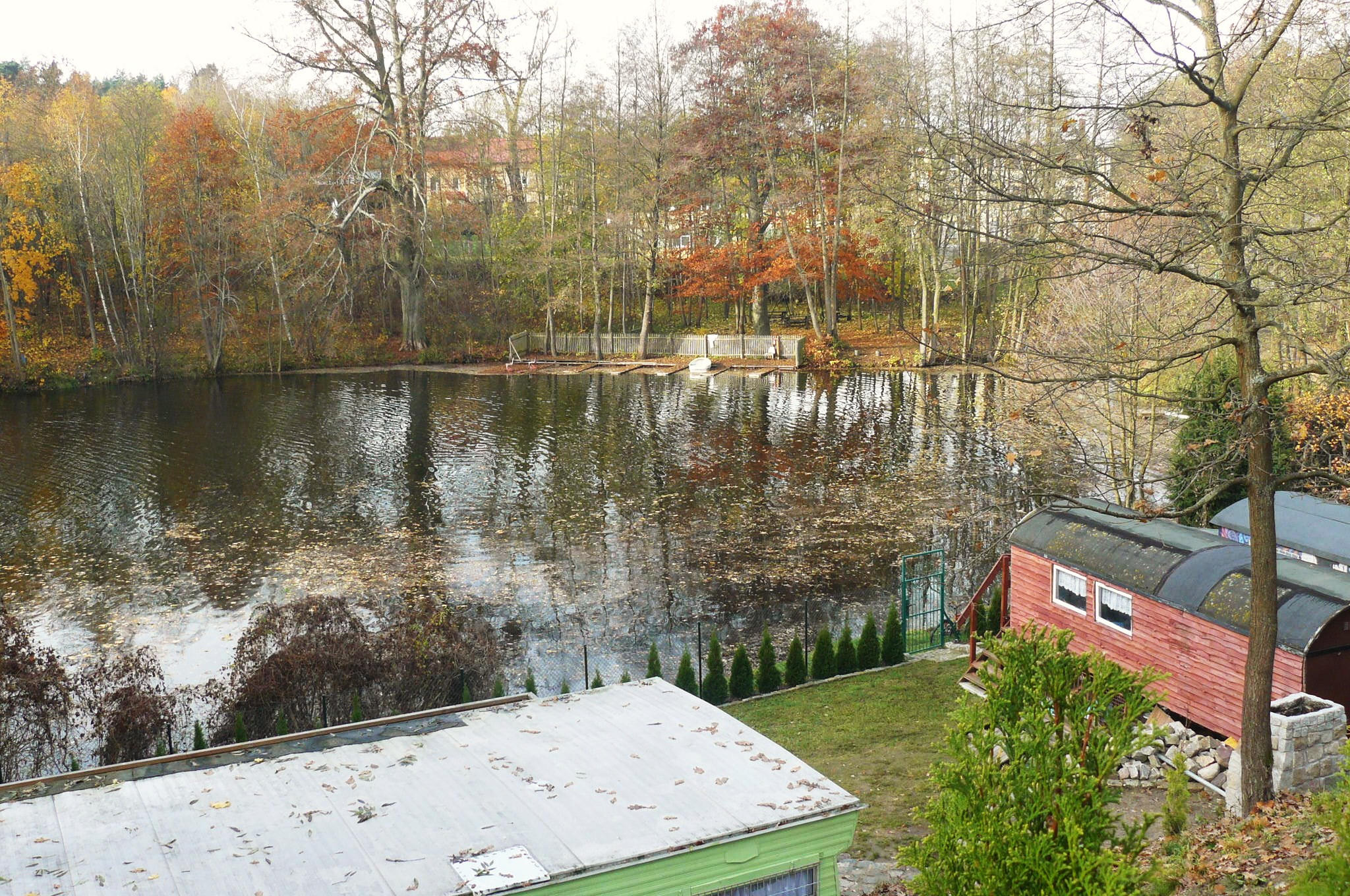
Staw Goszczanowski – akwen sztuczny (staw rybny)

Zbiorniki wodne Puszczy Noteckiej – zespół akwenów naturalnego i sztucznego pochodzenia, zlokalizowanych w obrębie Puszczy Noteckiej.

## Ogólna charakterystyka
Na terenie Puszczy Noteckiej znajduje się około 90 zbiorników wodnych, z czego około 50 ma charakter naturalny. W większości są one pochodzenia wytopiskowego, stanowiąc pozostałości po stopionych bryłach lądolodu.
W większości puszczańskich zbiorników, zwłaszcza płytszych, woda jest mało przejrzysta, zanieczyszczona spływającymi licznie szczątkami organicznymi. W niektórych akwenach (głównie mialskich) warstwa mułu jest bardzo gruba, dochodząc do sześciu metrów. Obfite są zakwity sinic. Powyższy stan powoduje, że tylko nieliczne z jezior Puszczy Noteckiej nadają się do uprawiania turystyki wodnej, czy tworzenia kąpielisk.
Jeziora w Puszczy Noteckiej, według Pawła Andersa i Władysława Kusiaka, dzielą się na cztery zasadnicze grupy:
- jeziora mialskie,
- jeziora nowokwiejeckie,
- jeziora sierakowskie,
- jeziora soleckie[1].

## Jeziora mialskie
Grupa jezior o charakterze rynnowym, położona w dolinie Miały (dawniej były to trzy równoległe rynny). Poziom wody w ośmiu jeziorach na Miale utrzymywany jest wyłącznie dzięki urządzeniom spiętrzającym - bez nich akweny te bardzo szybko uległyby zanikowi. Połączenie z Miałą utraciły jeziora: Główki, Święte i Zdręczno, które z tego powodu ulegają wypłycaniu i zarastaniu.

## Jeziora nowokwiejeckie
Grupa ma charakter rozproszony i składają się nań niewielkie akweny. Dominują kształty zaokrąglone lub owalne. Całość położona jest wyżej względem poziomu morza niż pozostałe grupy.

## Jeziora sierakowskie
Największa grupa zbiorników wodnych na terenie puszczy. Rozciągają się pomiędzy Chojnem i Mierzynem, na północ od Warty, w większości około pięćset metrów od rzeki. Stosunkowo płytkie jeziora posiadają kształt wydłużony na osi północ-południe, ale nie mają charakteru rynnowego - powstały jako wytopiska z brył martwego lodu. Ich poziom utrzymywany jest przez wody gruntowe związane z Wartą. Od północy wcinają się w pas wysokich wydm śródlądowych. Część z nich wymaga sztucznego piętrzenia, celem utrzymania wody. Akweny na zachód od jeziora Barlin (najczęściej owalne) znajdują się niżej od pozostałych, na wysokości tylko nieco przewyższającej poziom Warty w tym rejonie (do 30 cm w przypadku jeziora Radgoskiego). Powyższy stan wpływa na powstawanie wiosennej cofki na niektórych z nich. Różnica w poziomie lustra wody sięga nawet kilku metrów.
Niecki jeziorne jezior sierakowskich utworzyły się pod koniec epoki lodowcowej na osi północny zachód - południowy wschód. Nastąpiło potem obniżenie terenu i jego pochylenie ku zachodowi. Ciąg wypiętrzeń i obniżeń terenu, a także działalność Warty, stopniowo wyrzeźbiły obecny krajobraz z wydmami z piasków lotnych na północy i szerokimi tarasami na południu. Z czasem utworzyły się niecki jeziorne poprzez wywiewanie piasku. Jednocześnie Warta wcinała się i tworzyła progi. Z czasem niecki obniżyły się i uległy zalaniu wodą, tworząc jeziora.

## Jeziora soleckie
Grupa zlokalizowana na południe od Gościmia i na północ od Lubiatowa, będąca najbardziej zróżnicowaną pod względem kształtu (od owalów do bardzo rozwiniętej linii brzegowej) i wysokości nad poziomem morza (28–48 m n.p.m.). Część z nich wrzyna się w wysokie wydmy występujące w tym rejonie. Wśród jezior z tej kategorii można wymienić Piersko, Solecko, Sołczyk, Lubiatówko, Gostomie, Lubowo, Zdroje, Kliczyna i Łąkie.

## Pozostałe akweny
Poza powyższymi grupami znajduje się zaledwie kilka akwenów pochodzenia bagiennego lub międzywydmowego. Jeziora bagienne powstały w obniżeniach terenu podczas istnienia wysokiego poziomu wód gruntowych. Charakteryzowały się niewielką głębokością i w większości zmieniły się w torfowiska i łąki. Największym pozostałym akwenem tego typu jest jezioro Rzecińskie. W ostatniej fazie zarastania są natomiast jeziora w Jeziercach i Kozie (oba w gminie Skwierzyna). Dwa zbiorniki - Pustelnik (Ósemka) i Pokraczyn to jeziora typu międzywydmowego, pozbawione odpływu, zasilane wodami opadowymi. Jedne w swoim rodzaju jest jezioro Lubaskie (Duże) w Lubaszu - jest to akwen moreny dennej typu przyozowego.

## Stawy rybne
Puszcza Notecka była terenem intensywnie wykorzystywanym w procesie tworzenia stawów rybnych. Sprzyjały temu niewielkie doliny cieków płynących ku Warcie i Noteci. Największe kompleksy powstały w Borowym Młynie, koło Drawskiego Młyna (m.in. Staw Przy Szosie), Goszczanowa (Staw Goszczanowski), Hamrzyska, Sierakowa oraz Wronek.

## Przypisy

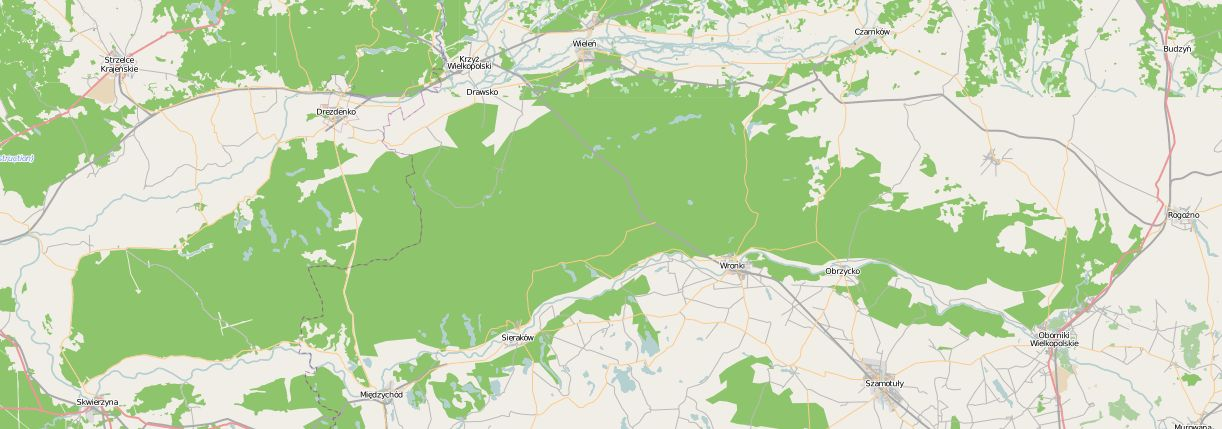
Mapa Puszczy Noteckiej